# 鈴木栄一
鈴木 栄一（すずき えいいち、1949年（昭和24年）2月12日）は、日本の外交官。
インドネシア・デンパサール総領事等を経て、2011年からミクロネシア兼マーシャル諸島特命全権大使。2023年、瑞宝中綬章受章。

## 経歴・人物
青森県出身。学習院大学を中退して1971年外務省入省。翌1972年にアイルランド、トリニティ・カレッジにて研修。
- 1973年5月 : 在カルカタ総領事館勤務
- 1975年4月 : 文化事業部文化第2課
- 1977年8月 : 国連局専門機関課
- 1980年3月 : 在米大使館勤務
- 1983年6月 : 在バングラデシュ大使館勤務
- 1986年4月 : 北米局北米第2課
- 1989年10月 : 在サンフランシスコ総領事館勤務
- 1994年7月 : 在スリランカ大使館勤務
- 1997年2月 : 在ガーナ大使館勤務
- 2000年8月 : 在フィリピン大使館
- 2002年8月 : 経済協力局有償資金協力課企画官
- 2003年8月 : 経済協力局国際緊急援助室長
- 2005年8月 : 外務省研修所総括指導官
- 2008年3月 : 在デンパサール総領事
- 2011年1月 : 在ミクロネシア大使（マーシャル諸島大使兼任）
- 2014年5月27日 : 辞職[2]
- 2016年1月1日 : 一般社団法人霞関会事務局長[3]。